# 崔甲煥
崔 甲煥（チェ・ガプァン、朝鮮語: 최갑환、1909年12月9日または1910年12月29日 - 1960年8月19日）は、大韓民国の僧侶、実業家、公務員、社会運動家、政治家。第3代韓国国会議員。
本貫は全州崔氏。号は雨堂（ウダン、우당）。妻帯僧で元国会議員の崔載九は息子。

## 経歴
日本統治時代の慶尚南道固城郡出身。東萊公立高等普通学校3年修了、通度寺仏教専門講習所修了。工業新聞社社長、慶尚南道保安課長、釜山市社会課長、東国大財団理事などを務めたほか、釜山で朝鮮建国準備委員会慶南支部発起総会発起人・建設委員、慶南連合治安隊発起人、姜大洪の後任の釜山治安司令部司令代理を務め、社会運動家としても活動した。無所属で国会議員に当選した後自由党に入党し、任興淳が総務委員長を務めた時は次長を務めた。
1960年8月19日、脳溢血によりソウル市赤十字病院で死去。

## エピソード
第3代国会議員在任中、農民の副食であるマッコリに税金を課していけないと主張し貫徹させた。